# Calliomorpha cyanoptera
Calliomorpha cyanoptera är en skalbaggsart som beskrevs av Lane 1973. Calliomorpha cyanoptera ingår i släktet Calliomorpha och familjen långhorningar. Inga underarter finns listade.